# 反復積分に関するコーシーの公式
フランスの数学者、コーシーの名にちなむ反復積分に関するコーシーの公式（英: Cauchy formula for repeated integration）は、n回の不定積分を一度の積分にまとめる公式である。：
{\displaystyle f^{(-n)}(x)={\frac {1}{(n-1)!}}\int _{a}^{x}\left(x-t\right)^{n-1}f(t)\,\mathrm {d} t}

## 実数の場合
f を実軸上の連続関数とする。このとき、aを基点とするf のn回繰り返し積分
{\displaystyle f^{(-n)}(x)=\int _{a}^{x}\int _{a}^{\sigma _{1}}\cdots \int _{a}^{\sigma _{n-1}}f(\sigma _{n})\,\mathrm {d} \sigma _{n}\cdots \,\mathrm {d} \sigma _{2}\,\mathrm {d} \sigma _{1}},
は、次の単一の積分にまとめられる。
{\displaystyle f^{(-n)}(x)={\frac {1}{(n-1)!}}\int _{a}^{x}\left(x-t\right)^{n-1}f(t)\,\mathrm {d} t}.
証明は数学的帰納法による。f は連続なので、n=1のときは微分積分学の基本定理より、
{\displaystyle {\frac {\mathrm {d} }{\mathrm {d} x}}f^{(-1)}(x)={\frac {\mathrm {d} }{\mathrm {d} x}}\int _{a}^{x}f(t)\,\mathrm {d} t=f(x)};
ここで、
{\displaystyle f^{(-1)}(a)=\int _{a}^{a}f(t)\,\mathrm {d} t=0}.
今、nのとき主張が正しいと仮定し、n+1のときも主張が成立することを示そう。帰納法の仮定を適用し、積分の順序を入れ替えて、
{\displaystyle {\begin{aligned}f^{-(n+1)}(x)&=\int _{a}^{x}\int _{a}^{\sigma _{1}}\cdots \int _{a}^{\sigma _{n}}f(\sigma _{n+1})\,\mathrm {d} \sigma _{n+1}\cdots \,\mathrm {d} \sigma _{2}\,\mathrm {d} \sigma _{1}\\&={\frac {1}{(n-1)!}}\int _{a}^{x}\int _{a}^{\sigma _{1}}\left(\sigma _{1}-t\right)^{n-1}f(t)\,\mathrm {d} t\,\mathrm {d} \sigma _{1}\\&={\frac {1}{(n-1)!}}\int _{a}^{x}\int _{t}^{x}\left(\sigma _{1}-t\right)^{n-1}f(t)\,\mathrm {d} \sigma _{1}\,\mathrm {d} t\\&={\frac {1}{n!}}\int _{a}^{x}\left(x-t\right)^{n}f(t)\,\mathrm {d} t\end{aligned}}}
よって、主張は示された。

## 応用
分数階微積分学において、この公式を用いることで、微分または積分を実数回繰り返すことができるので、微積分作用素の概念を構築することができる。実際、実数回だけ積分をするためには、この公式の(n-1)!をΓ(n)と入れ替えれば良い。(ガンマ関数も参照)。